# Isabella Castillo
Isabella Castillo   (l'Havana, 23 de desembre de 1994) és una actriu, cantautora, presentadora i model d'origen cubà nacionalitzada estatunidenca. Es va fer coneguda per interpretar el personatge principal Graciela "Grachi" Alonso de la sèrie de Nickelodeon Llatinoamèrica Grachi. Ha llançat diverses cançons amb la banda sonora de Grachi i el 23 d'abril de 2013 es va llançar el seu primer disc com a solista titulat Soñar no cuesta nada.

## Biografia
Isabella Castillo Díaz va néixer el 23 de desembre de 1994 a l'Havana, Cuba, en una família musical: la seva mare Delia Díaz de Villegas és una cantant coneguda en la comunitat cubana, el seu pare José Castillo és percussionista i la seva germana Giselle Castillo es va graduar de la universitat en Educació Musical. El 1998 es va traslladar a Miami, Florida (Estats Units), després de passar un breu període a Belize. A l'edat de 5 anys va decidir que volia cantar en un espectacle de la seva mare, impressionant als espectadors amb la seva veu. Va estudiar veu, dansa i actuació a la Musical Procenter, guanyant quatre vegades el Gran Premi a la Youth Fair de la Universitat Internacional de Florida.
El 26 de març de 2005, va guanyar el primer premi en la categoria de nens cantants més prometedors durant l'USA World Showcase en el MGM Grand de Las Vegas i el 15 de juliol va pujar a l'escenari del Manuel Artime Theater de Miami en el musical Fantasia en Disney; també va participar en la carrera Best New Talent en Los Angeles i en el concert que l'Ambaixada d'Israel va oferir als residents nord-americans d'origen cubà. En el 2007 va rebre el reconeixement Magnet Outstanding Performance a la South Miami Middle Community School i va ser convidada per honorar a Ximon Peres, el nou president electe de l'estat d'Israel. Convençuda pel productor de la mare, Óscar Gómez, va començar un curs intensiu d'actuació amb l'actriu cubana Lili Renteria en preparació per a l'audiència a Madrid per al musical El Diari d'Ana Frank - Un Cant a la Vida; traslladada a Espanya amb els seus pares, després de tres rondes d'audicions va obtenir el paper principal. El musical li va fer guanyar el Premi Gran Via a la Millor Revelació en un Musical. Quan va acabar el musical, va tornar als Estats Units a exercir el paper d'Andrea Girón en El fantasma d'Elena amb Telemundo, compartint crèdits amb reconeguts actors com Ana Layevska, Fabián Ríos, @Segundo Cernadas, Maritza Bustamante, Katie Barberi i Elizabeth Gutiérrez.
Després del final del fantasma d'Elena, Castillo va obtenir el paper de la protagonista per a la nova producció de Nickelodeon Llatinoamèrica Grachi, interpretant el personatge del títol. Pel seu treball en la sèrie, Castillo va guanyar 7 Nickelodeon Kids Choice Awards de diversos països, com ara Mèxic, Argentina, Brasil i Estats Units. Al febrer de 2012, després d'haver acabat de gravar la segona temporada de Grachi, viatja a través d'Amèrica Llatina amb Grachi: El Show en Vivo, el qual ja havia tingut presentacions a Mèxic i, al juliol de 2012, a l'Argentina. El 18 de juny de 2012, Nickelodeon va confirmar que hi hauria una tercera i última temporada de Grachi, que es va estrenar des del 4 de març fins al 10 de maig de 2012.
El 21 de febrer de 2013 va signar contracte amb Warner Music Group i el 23 d'abril va llançar el seu primer disc com a solista, Somiar no costa gens. Al juliol es va embarcar en una gira de promocions per diversos països llatinoamericans.
En 2014 Castillo va fer de model portant la línia "Ixoye" de Rosita Hurtado per a la col·lecció "Viva México". Al setembre el cantant i actor Patricio Arellano va llançar al seu canal de YouTube "Que dormis amb mi", una cançó a duo amb ella la qual també va ser inclosa en el seu darrer àlbum. El 20 d'octubre es va confirmar a Isabella Castillo en l'elenc de la telenovel·la de Telemundo Terra de reis interpretant un doble paper com a Alma Gallardo i Verónica Saldivar, que va ser emesa des del 2 de desembre de 2014 fins al 27 de juliol de 2015: per a la telenovel·la, ella va cantar la cançó El que sento per tu. L'agost es va anunciar a Castillo com a part de l'elenc de la telenovel·la juvenil de Telemundo Qui és qui?, segona adaptació de la telenovel·la xilena Amors de mercat.
En 2016 obté el paper antagònic de l'androide Luz en la sèrie colombiana de Nickelodeon Jo sóc Franky, per a la segona part de la segona temporada.

## Filmografia

### Teatre
| Any  | Títol                                    | Paper                    | Teatre                       |
| ---- | ---------------------------------------- | ------------------------ | ---------------------------- |
| 2005 | Fantasia en Disney                       | Extra                    | Manuel Artime Theater, Miami |
| 2008 | El Diari d'Ana Frank - Un Cant a la Vida | Anne Frank               | Teatre Calderón, Madrid      |
| 2012 | Grachi: El Show en Vivo                  | Graciela "Grachi" Alonso | Varis                        |
| 2015 | Tacones enanos                           |                          | Micro Teatre, Miami          |

### Televisió
| Any       | Títol               | Paper                                         | Cadena                     | Rol                                      |
| --------- | ------------------- | --------------------------------------------- | -------------------------- | ---------------------------------------- |
| 2010      | El fantasma d'Elena | Andrea Girón                                  | Telemundo                  | Paper de repartiment, telenovel·la       |
| 2011−2013 | Grachi              | Graciela "Grachi" Alonso                      | Nickelodeon Llatinoamèrica | Paper protagonista, telenovel·la juvenil |
| 2014−2015 | Terra de reis       | Ànima Gallardo León / Verónica Saldívar Luján | Telemundo                  | Paper de repartiment, telenovel·la       |
| 2015−2016 | Qui és qui?         | Tania Vargas                                  | Telemundo                  | Paper de repartiment, telenovel·la       |
| 2016      | Jo sóc Franky       | Luz / Sofia                                   | Nickelodeon Llatinoamèrica | Paper antagònic, telenovel·la juvenil    |

## Discografia

### Àlbums

#### Àlbums d'estudi
| Somiar no Costa Res                                                                 | - Llançament: 23 d'abril de 2013 - Formats: CD, digital download - Discogràfica: Warner Music Llatina | 1 | 3 | 43 | 2 | — | 6 | — | 1 | — |
| «—» indica que l'àlbum no va ser llançat o no es va posicionar en aquest territori. | |   |   |    |   |   |   |   |   |   |

#### Àlbums en bandes sonores
| Grachi: La Vida és Meravellosament Màgica                                           | Llançament: 7 de juny de 2011Discografia: EMIFormato: CD, descàrrega digital  | 20 | 4 | 8 | 3 | — | 6 | — | — | — |
| Grachi: La Vida és Meravellosament Màgica, Volum 2                                  | Llançament: 30 de juny de 2012Discografia: EMIFormato: CD, descàrrega digital | 1  | 6 | 3 | — | — | 8 | — | 7 | — |
| «—» indica que l'àlbum no va ser llançat o no es va posicionar en aquest territori. |                                                                               |    |   |   |   |   |   |   |   |   |

### Senzills

#### Com a artista principal
| «Grachi»                                                                               | 2011 | — | — | —  | Grachi: La Vida és Meravellosament Màgica          |
| «Tu Ets Per a Mi»                                                                      | 2011 | — | — | —  | Grachi: La Vida és Meravellosament Màgica          |
| «Màgia»                                                                                | 2012 | — | — | —  | Grachi: La Vida és Meravellosament Màgica, Volum 2 |
| «Amor de Pel·lícula»                                                                   | 2012 | — | — | —  | Grachi: La Vida és Meravellosament Màgica, Volum 2 |
| «Ànima En Dues»                                                                        | 2013 | — | — | —  | Somiar no costa gens                               |
| «Em Vaig enamorar»                                                                     | 2013 | — | — | —  | Somiar no costa gens                               |
| «Somiar no costa gens»                                                                 | 2013 | 1 | — | 15 | Somiar no costa gens                               |
| «Aquesta Cançó»                                                                        | 2013 | 3 | — | 11 | Somiar no costa gens                               |
| «Que dormis amb mi» (feat. Patricio Arellano)                                          | 2014 | — | — | —  | Romeo                                              |
| "—" Significa que el senzill no va aconseguir a posicionar o que no va ser posicionat. |      |   |   |    |                                                    |

## Premis i nominacions
| Any  | Premiación                                             | Categoria                                  | Treball                                  | Resultat   |
| ---- | ------------------------------------------------------ | ------------------------------------------ | ---------------------------------------- | ---------- |
| 2005 | Usa World Showcase                                     | Most Promising - Children Singing Division | Ella mateixa                             | Guanyadora |
| 2007 | South Miami Middle Community SchoolCenter for the Arts | Magnet Oustanding Performance              | Ella mateixa                             | Guanyadora |
| 2009 | Premi Gran Via                                         | Millor Revelació en un Musical             | El Diari d'Ana Frank - Un Cant a la Vida | Guanyadora |
| 2011 | Kids Choice Awards Mèxic                               | Personatge Femení Favorit d'Una Sèrie      | Grachi                                   | Guanyadora |
| 2011 | Kids Choice Awards Argentina                           | Revelació en TV                            | Grachi                                   | Nominada   |
| 2012 | Kids Choice Awards                                     | Artista Llatí Favorit                      | Grachi                                   | Guanyadora |
| 2012 | Kids Choice Awards Mèxic                               | Actriu Favorita                            | Grachi                                   | Nominada   |
| 2012 | Kids Choice Awards Argentina                           | Actriu Favorita                            | Grachi                                   | Guanyadora |
| 2012 | Meus Prêmios Nick                                      | Actriu Favorita                            | Grachi                                   | Guanyadora |
| 2012 | Meus Prêmios Nick                                      | Personatge de TV Favorit                   | Grachi                                   | Guanyadora |
| 2013 | Kids Choice Awards                                     | Artista Llatí Favorit                      | Grachi                                   | Guanyadora |
| 2013 | Kids Choice Awards Mèxic                               | Actriu Favorita                            | Grachi                                   | Nominada   |
| 2013 | Kids Choice Awards Mèxic                               | Solista Llatí Favorit                      | Ella mateixa                             | Nominada   |
| 2013 | Kids Choice Awards Argentina                           | Artista o Grup Llatí Favorit               | Ella mateixa                             | Guanyadora |
| 2013 | Premis TKM                                             | Cantant Femenina TKM                       | Ella mateixa                             | Nominada   |
| 2013 | Premis TKM                                             | Disc TKM                                   | Somiar no costa gens                     | Nominat    |
| 2013 | Premis TKM                                             | Cançó TKM                                  | «Aquesta cançó»                          | Nominada   |